# Schamade
Die Schamade (französisch chamade, italienisch chiamata ‚Ruf‘, ‚Schrei‘) ist ein mit der Trommel oder Trompete gegebenes Schallsignal, dass  eine belagerte Stadt zur Aufnahme von Verhandlungen über die Übergabe oder Kapitulation bereit ist.

## Herkunft
Der Begriff ist von lateinisch clamare („rufen“) abgeleitet und wurde über französisch chamade (portugiesisch chamada) ins Deutsche übernommen.
Ursprünglich war die Schamade ein Zeichen des Belagerers, nach einem abgewehrten Sturm auf die belagerte Stadt seine Toten beerdigen zu dürfen.

## Redensartliche Verwendung
Redensartlich bedeutet „Schamade schlagen“ sich ergeben, den Rückzug antreten oder im übertragenen Sinn auch „klein beigeben“. Ein historisches Beispiel für den übertragenen Sinn:

„Was die Emser Depesche selbst anlangt, so ist alles mit Moltkes Bilde gesagt: Bismarck habe aus einer Schamade eine Fanfare gemacht. Die Schamade war schon da. Aber von dieser Stelle und in diesem Falle durfte kein Signal der Unterwerfung ertönen. Hierfür zu sorgen, trug Bismarck Verantwortung, Amt und Pflicht.“